# Harald Økern
Pour les articles homonymes, voir Økern.
Harald Johannes Økern, né le 19 janvier 1898 à Bærum et décédé le 17 août 1977 dans la même ville, est un coureur de combiné nordique. 

## Biographie
Il est le père de Marit Økern.
Il a remporté le Festival de ski d'Holmenkollen en 1922 et 1924, une performance pour laquelle il reçoit la médaille Holmenkollen avec son compatriote Johan Grøttumsbråten. Il se classe 4e de l'épreuve de combiné nordique aux Jeux olympiques d'hiver de 1924 de Chamonix-Mont-Blanc. Harald Økern est l'oncle d'Olav Økern, vainqueur de la médaille d'Holmenkollen en 1950.

## Résultats

### Jeux olympiques
Il se classe 4e de l'épreuve de combiné nordique aux Jeux olympiques d'hiver de 1924 de Chamonix-Mont-Blanc.

### Jeux nordiques
- En 1922, il termine 3e dans le 30 km derrière Manne Vuorinen et Johan Grøttumsbråten.

### Championnats de Norvège
- Championnat de Norvège
  - Il termine premier en 1920, 1924 et 1925 et troisième en 1921.
- Prix Damenes (no) en saut à ski (no)
  - Il remporte le titre en 1925.

### Festival de ski d'Holmenkollen
- Il a gagné cette compétition en combiné nordique (no) en 1922 et 1924. Il termine second en 1925.
- Dans le 50km (no), il termine second en 1923 derrière Thorleif Haug.